# Garamszentbenedeki úrkoporsó

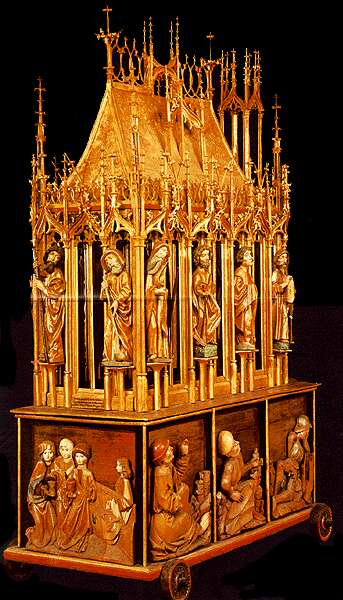
Az úrkoporsó

A garamszentbenedeki úrkoporsó az esztergomi Keresztény Múzeum egyik kiemelkedő darabja. Egy kerekekre szerelt, az apostolok szobrától övezett szimbolikus sírhely. A gótikus úrkoporsót 1480 körül készítették. Valószínűleg Garamszentbenedek környéki mesterek munkája. Eredetileg a helyi bencés kolostorból származik, és a húsvéti szertartásoknál használták.
Ekkor a sírhoz tartozó Krisztus-szobrot leemelték a keresztről és az úrkoporsóba helyezték. A feltámadás napján a szobrot ismét kiemelték a sírból, az üres úrkoporsót pedig körmenetben mutatták be a templomban. 1881-ben Simor János hercegprímás hozatta Esztergomba. Az úrkoporsó Krisztus-szobra (a korpusz) viszont ma is Garamszentbenedeken látható.

## Leírása
Maga a koporsó gótikus stílusban készült, anyaga festett fa. Méretei: 226×100×325 cm.
Felette gótikus kápolnára emlékeztető aranyozott baldachin emelkedik. Ez az eljövendő Mennyei Jeruzsálemet szimbolizálja. A baldachint tartó oszlopok között lévő konzolokban áll a 12 apostol alakja, egyenként 64–67 cm magasak. Ezek közül már csak 10 eredeti. Szent Péter és Szent Pál korhű alakjai egy 1872-es bécsi restaurálásból valóak. Alatta helyezkedik el Krisztus szarkofágja. Ennek oldalát a feltámadásra utaló domborművek díszítik, amelyek Martin Schongauer műveiről készített metszetek mintáját követik, s bibliai jeleneteket (Asszonyok az üres sírnál, Jézus pokolraszállásának jelenete) illetve különböző alakokat (a sírt őrző katonák, Ádám, Éva, Keresztelő Szent János) ábrázolnak.

## Külső hivatkozások
- Képek az úrkoporsóról
- Részletes leírás, lexikon.katolikus.hu
- Gerevich László: A garamszentbenedeki Úrkoporsó; Franklin, Bp., 1942
- Prokopp Mária: A garamszentbenedeki úrkoporsó az esztergomi Keresztény Múzeumban; Magyar Helikon–Corvina, Bp., 1982